# Rhyacia rjabovi
Rhyacia rjabovi là một loài bướm đêm trong họ Noctuidae.